# Жейка
Жейка (рум. Jeica) — село у повіті Бистриця-Несеуд в Румунії. Входить до складу комуни Мерішелу.
Село розташоване на відстані 308 км на північний захід від Бухареста, 17 км на південь від Бистриці, 72 км на схід від Клуж-Напоки.

## Населення
За даними перепису населення 2002 року у селі проживали 126 осіб, усі — угорці. Рідною мовою 125 осіб (99,2%) назвали угорську.